# Eetu Vertainen
Eetu Vertainen (Espoo, Finlandia, 11 de mayo de 1999) es un futbolista finlandés. Su posición es la de delantero y su club es el U. S. Triestina de la Serie C de Italia.

## Trayectoria
El 28 de enero de 2021 se dio a conocer su traspaso al F. C. Ilves Tampere firmando un contrato por un año. Su debut con el equipo se dio el 6 de febrero en un partido de la Copa de Finlandia ante el KuPS Kuopio entrando de cambio al minuto 58' por Maximo Tolonen; el encuentro terminó con una derrota para su club por un marcador de 0-2.
Marcó su primer gol con el equipo el 22 de mayo en un partido de liga ante el KuPS Kuopio, anotando al minuto 61' inmediatamente después de entrar de cambio, su equipo se terminó llevando la victoria por marcador de 3-2. Unos días después, el 28 de mayo, marcó un doblete ante el F. C. KTP después de arrancar como titular el encuentro, y con esas anotaciones su equipo ganó 2-0.
El 31 de agosto de 2021 se da su llegada al St. Johnstone F. C. firmando un contrato hasta el 2023.
El 31 de enero de 2022 se hizo oficial su préstamo al Linfield FC hasta final de temporada. El 30 de junio de 2022 se confirma su cesión nuevamente al Linfield FC durante un año más.

## Selección nacional

### Participaciones en selección
| Torneo                                               | Categoría | Sede    | Resultado    | Partidos | Goles |
| ---------------------------------------------------- | --------- | ------- | ------------ | -------- | ----- |
| Fase de clasificación par la Eurocopa Sub-21 de 2019 | Sub-21    | Italia  | No clasificó | 3        | 0     |
| Fase de clasificación par la Eurocopa Sub-21 de 2021 | Sub-21    | Hungría | No clasificó | 7        | 0     |

## Estadísticas

### Clubes
Actualizado al último partido jugado el 8 de noviembre de 2024.
| Klubi-04 · Finlandia | 3.ª           | 2016          | 13  | 0  | -  | - | -  | - | 13  | 0  | 0    |
| Klubi-04 · Finlandia | 3.ª           | 2017          | 21  | 11 | -  | - | -  | - | 21  | 11 | 0.52 |
| Klubi-04 · Finlandia | 3.ª           | 2018          | 6   | 2  | -  | - | -  | - | 6   | 2  | 0.33 |
| Klubi-04 · Finlandia | 3.ª           | 2020          | 1   | 0  | -  | - | -  | - | 1   | 0  | 0    |
| Klubi-04 · Finlandia | Total club    | Total club    | 41  | 13 | 0  | 0 | 0  | 0 | 41  | 13 | 0.32 |
| HJK Helsinki · Finlandia | 1.ª           | 2017          | 1   | 0  | 1  | 0 | -  | - | 2   | 0  | 0    |
| HJK Helsinki · Finlandia | 1.ª           | 2018          | 19  | 4  | 5  | 3 | 3  | 0 | 27  | 7  | 0.25 |
| HJK Helsinki · Finlandia | 1.ª           | 2019          | 25  | 2  | 3  | 1 | 2  | 0 | 30  | 3  | 0.1  |
| HJK Helsinki · Finlandia | 1.ª           | 2020          | 11  | 2  | 5  | 1 | 0  | 0 | 16  | 3  | 0.19 |
| HJK Helsinki · Finlandia | Total club    | Total club    | 56  | 8  | 14 | 5 | 5  | 0 | 75  | 13 | 0.17 |
| F. C. Ilves Tampere · Finlandia | 1.ª           | 2021          | 11  | 4  | 3  | 0 | -  | - | 14  | 4  | 0.29 |
| F. C. Ilves Tampere · Finlandia | Total club    | Total club    | 11  | 4  | 3  | 0 | 0  | 0 | 14  | 4  | 0.29 |
| St. Johnstone F. C. Escocia | 1.ª           | 2021-22       | 7   | 0  | 1  | 0 | -  | - | 8   | 0  | 0    |
| St. Johnstone F. C. Escocia | Total club    | Total club    | 7   | 0  | 1  | 0 | 0  | 0 | 8   | 0  | 0    |
| Linfield F. C. Irlanda del Norte | 1.ª           | 2021-22       | 10  | 4  | -  | - | -  | - | 10  | 4  | 0.40 |
| Linfield F. C. Irlanda del Norte | 1.ª           | 2022-23       | 30  | 17 | 7  | 1 | 5  | 0 | 42  | 18 | 0.43 |
| Linfield F. C. Irlanda del Norte | Total club    | Total club    | 40  | 21 | 7  | 1 | 5  | 0 | 52  | 22 | 0.42 |
| Athens Kallithea FC · Grecia | 2.ª           | 2023-24       | 3   | 0  | -  | - | -  | - | 3   | 0  | 0.00 |
| Athens Kallithea FC · Grecia | Total club    | Total club    | 3   | 0  | 0  | 0 | 0  | 0 | 3   | 0  | 0.00 |
| U. S. Triestina · Italia | 3.ª           | 2023-24       | 15  | 3  | -  | - | -  | - | 15  | 3  | 0.20 |
| U. S. Triestina · Italia | 3.ª           | 2024-25       | 12  | 3  | -  | - | -  | - | 12  | 3  | 0.25 |
| U. S. Triestina · Italia | Total club    | Total club    | 27  | 6  | 0  | 0 | 0  | 0 | 27  | 6  | 0.22 |
| Total carrera | Total carrera | Total carrera | 185 | 52 | 25 | 6 | 10 | 0 | 220 | 58 | 0.26 |
| (1) Incluye datos de Copa de la Liga de Finlandia y Copa de Finlandia. (2) Incluye datos de Liga de Campeones de la UEFA y Liga Europa de la UEFA. (3) No incluye goles en partidos amistosos. |               |               |     |    |    |   |    |   |     |    |      |

### Hat-tricks
| 1 | 13 de agosto de 2017 | Bolt Arena, Helsinki         | Klubi-04 - FC Kuusysi       | Gol · Gol · Gol · Gol | 5-1 | Kakkonen          |
| 2 | 26 de enero de 2018  | Mustapekka Areena, Helsinki  | HJK Helsinki - IF Gnistan   | Gol · Gol · Gol       | 8-0 | Copa de Finlandia |
| 3 | 19 de marzo de 2022  | Windsor Park, Belfast        | Linfield - Dungannon Swifts | Gol · Gol · Gol · Gol | 5-0 | NIFL Premiership  |
| 4 | 28 de enero de 2023  | Portadown, Irlanda del Norte | Linfield - Portadown FC     | Gol · Gol · Gol       | 6-1 | NIFL Premiership  |

## Palmarés

### Campeonatos nacionales
| Título            | Club           | País              | Año  |
| ----------------- | -------------- | ----------------- | ---- |
| Copa de Finlandia | HJK Helsinki   | Finlandia         | 2017 |
| Veikkausliiga     | HJK Helsinki   | Finlandia         | 2017 |
| Veikkausliiga     | HJK Helsinki   | Finlandia         | 2018 |
| Copa de Finlandia | HJK Helsinki   | Finlandia         | 2020 |
| Veikkausliiga     | HJK Helsinki   | Finlandia         | 2020 |
| NIFL Premiership  | Linfield F. C. | Irlanda del Norte | 2022 |